# 九鬼隆祺
九鬼 隆祺（くき たかよし）は、江戸時代中期の大名。丹波国綾部藩6代藩主。官位は従五位下大隅守。

## 略歴
老中として権勢をふるった遠江国相良藩主・田沼意次の七男として誕生。
安永8年（1779年）、先代藩主・隆貞の養子だった隆晁が早世したため、同年隆貞の婿養子となる。天明元年（1781年）3月12日、養父隆貞の死去により、丹波綾部藩1万9500石の家督を継いだ。同年3月15日、10代将軍徳川家治に拝謁する。天明2年12月18日（1783年）、従五位下・大隅守に叙任する。
天明7年（1787年）1月30日に23歳で死去し、跡を隆貞の実子で養子の隆郷が継いだ。法号は花岳了芳青雲。

## 系譜
- 父：田沼意次（1719-1788）
- 母：不詳
- 養父：九鬼隆貞（1729-1781）
- 正室：九鬼隆貞の娘
- 養子
  - 男子：九鬼隆郷（1780-1808） - 九鬼隆貞の三男